# Produktionsgenossenschaft der Binnenfischer
Eine Produktionsgenossenschaft der Binnenfischer (Abkürzung: PGB) war in der Deutschen Demokratischen Republik eine sozialistische Genossenschaft, deren Mitglieder Binnenfischer waren. Ursprünglich als Produktionsgenossenschaft der werktätigen Fischer (Abkürzung: PWF) im Musterstatus aufgebaut, musste 1982 diese in Produktionsgenossenschaft der Binnenfischer umbenannt werden. Der Zusammenschluss sollte auf freiwilliger gemeinschaftlichen Arbeit basieren. Ziel war es, durch den Zusammenschluss eine gemeinsame genossenschaftliche Wirtschaftsweise zu bilden, die gemäß den politischen Vorstellungen zu einer erhöhten Rationalität und Effektivität gegenüber einer individuellen Produktion führen sollte.
Im Gegensatz zu der bis heute existierenden Rechtsform der Genossenschaft im Westen hatten die Genossenschaftsmitglieder faktisch keinen Einfluss auf die Führung der Genossenschaft und erhielten keine Vergütungen auf Gewinne. Das Wort Genossenschaft hatte im Sozialismus insb. in der Spätphase eine völlig andere Bedeutung als vor 1933.